# Sotírios Kyrgiákos
Sotírios Kyrgiákos (en grec Σωτήρης Κυργιάκος), né le 4 juillet 1979 à Trikala, est un footballeur international grec qui évolue au poste de défenseur.

## Biographie
Sotírios Kyrgiákos intègre le centre de formation du Panathinaïkos en 1996 et débute en équipe première en 1998. Afin de gagner du temps de jeu, il est prêté de 1999 à 2001, au club crétois Agios Nikolaos qui évolue en deuxième division. Après ce prêt, il retourne au Panathinaïkos et devient petit à petit, un titulaire indiscutable. En 2004, il prend une part active au doublé Coupe-Championnat réalisé par son club. 
En janvier 2005, il est transféré au Glasgow Rangers. Il y remporte le championnat d'Écosse ainsi que la Coupe de la Ligue. Il inscrit même un but en finale de cette compétition. 
En juin 2006, il quitte les Rangers et signe un contrat pour deux ans avec l'Eintracht Francfort. Lors de la première saison, le club lutte pour le maintien et il inscrit quelques buts décisifs. L'année suivante, l'Eintracht réalise une bien meilleure saison et termine 9e. Arrivé au bout de son contrat, Kyriákos décide de ne pas prolonger et quitte le club allemand. 
Le 1er août 2008, il signe un contrat de cinq ans avec l'AEK Athènes. Souvent blessé, il ne joue que 20 matches de championnat mais participe à la finale de la Coupe de Grèce contre l'Olympiakos. L'AEK s'incline au terme d'un match complètement fou : 4-4 après prolongation, 15 tirs au but à 14. 
Le 21 août 2009, il est recruté par Liverpool pour une durée de deux ans. Il s'impose comme l'un des joueurs clés de l'équipe et est élu joueur du mois par les supporters du club en octobre 2010. Il est même nommé capitaine de l'équipe à l'occasion d'un match de Coupe de la Ligue, le 22 septembre 2010 contre Northampton. 
Le 22 août 2011, à l'issue de son contrat, il quitte Liverpool et s'engage pour deux saisons avec Wolfsburg. 
Le 31 janvier 2012, il est prêté jusqu'à la fin de la saison à Sunderland. 

## Buts internationaux
| N° | Date              | Lieu             | Adversaire | But | Resultat  | Compétition              |
| -- | ----------------- | ---------------- | ---------- | --- | --------- | ------------------------ |
| 1. | 13 février 2003   | Heraklion, Grèce | Norvège    | 1–0 | Victoire  | Match amical             |
| 2. | 24 mars 2007      | Athènes, Grèce   | Turquie    | 1–4 | Défaite   | Qualifications Euro 2008 |
| 3. | 12 septembre 2007 | Oslo, Norvège    | Norvège    | 2–2 | Match nul | Qualifications Euro 2008 |
| 4. | 12 septembre 2007 | Oslo, Norvège    | Norvège    | 2–2 | Match nul | Qualifications Euro 2008 |

## Palmarès

### Club
- Panathinaïkos
  - Champion de Grèce en 2004
  - Coupe de Grèce en 2004.

- Rangers
  - Champion d'Écosse en 2005
  - Coupe de la Ligue d'Écosse en 2005.